# Zastava Iraka
Zastava Iraka dosad je imala četiri različita dizajna od 1921. Trenutno je u upotrebi nešto izmijenjena zastava koja je usvojena za vrijeme vladavine Saddama Husseina 1991.
Nova državna zastava je predložena u travnju 2004., ali nije nikad usvojena. 
Trenutna zastava sastoji se od tri vodoravna polja, gornje je crveno, srednje bijelo, a donje crno. Na bijelom polju nalazi se tekst na arapskom - "Allahu Akbar" (Bog je najveći). Tri zelene zvijezde su maknute 2008.

## Prijašnje zastave Iraka
- 1921.-1959. (omjer: 1:2)
- 1959.-1963. (omjer: 1:2)
- 1963.-1991. (omjer: 2:3)
- 1991.–2004. (omjer: 2:3)
- 2004.-2008. (omjer: 2:3)